# Артуриана
Арту́ровские леге́нды, или арту́ровский ци́кл, брето́нский ци́кл, также артуриа́на — цикл легенд кельтской традиции (Уэльс, французская Бретань) и рыцарских романов с акцентом на короле бриттов Артуре и рыцарях Круглого стола, прежде всего Ланселоте, Персевале и Галахаде.

## Исторический очерк
Древнейший и наиболее значительный элемент в артуровских легендах — это кельтские легенды. Наиболее ранним текстом артурианы считается повесть о Килухе и Олвен, включённая в сборник валлийских сказаний «Мабиногион» (XI в.). Сюжетное ядро этой повести — охота на чудовищного вепря Турха Труйта — было известно уже к IX в., судя по краткому упоминанию в «Истории бриттов» Ненния.
Понятие «артуровский цикл» противопоставляется сериям сочинений иного содержания, например каролингским циклам. Создателем куртуазного романа бретонского цикла считается Кретьен де Труа. Первые романы артуровского цикла создавались в стихах, позднее им на смену пришли рыцарские романы в прозе. Например «Роман о Тристане» в прозе содержит три элемента: древние кельтские легенды, сюжеты стихотворных романов и добавления анонимных прозаических авторов.
Наиболее подробное изложение истории артуровского мира зафиксировано так называемой «Вульгатой», то есть версиями прозаических романов цикла «Ланселот-Грааль», созданного в первой четверти XIII века анонимными авторами на старофранцузском языке. На основе «Вульгаты» возник «Тристан» в прозе, из которого выделился «Роман о Паломиде».
Бретонские сюжеты разрабатывались также во французских лэ.

## Персонажи

### Легендарные короли и основатели
- Брут Троянский (Британский)
- Корин, основатель Корнуэлла
- Король Коль («старый дедушка Коль»)
- Цимбелин
- Леир (Шекспировский Король Лир)
- Кассивелаун
- Карадокус
- Амброзий Аврелиан
- Утер Пендрагон
- Кадваладр, король Уэльса

### Артур и его окружение
- Король Артур
- Мерлин
- Джиневра (Гвиневра)
- Ланселот
- Галахад
- Тристан и Изольда
- Парцифаль
- Ламорак
- Борс
- Кей (рыцарь)
- Блез
- Гавейн
- Сэр Балин
- Гарет Белоручка
- Мордред
- Бедивер
- Агравейн
- Фея Моргана
- Владычица Озера
- Дерфель

## Первоисточники
- Ненний (IX век) — хроника на латыни «История бриттов» (Historia Brittonum)
- ок. 1137: Гальфрид Монмутский — хроника на латыни «История королей Британии» (Historia Regum Britanniae).
- Мабиногион
- Рыцарские романы
  - Кретьен де Труа
    - «Ланселот, или Рыцарь телеги» (ок. 1168)
    - «Ивейн, или Рыцарь со львом» (между 1176—1181)
    - «Персеваль, или Повесть о Граале» (ок. 1182)

  - ок. 1210: Вольфрам фон Эшенбах — «Парцифаль».
  - ок. 1230 — «Ланселот-Грааль» (Вульгатский цикл, анонимные авторы)
  - ок. 1230 — «Роман о Тристане и Изольде» 1-я редакция, ок. 1250 — 2-я редакция, анонимные авторы.
  - XIV век: неизвестный автор — «Сэр Гавейн и Зелёный рыцарь» — английский рыцарский роман в стихах.
  - 1485: Томас Мэлори — «Смерть Артура» — основной и наиболее полный источник.

## Интерпретации

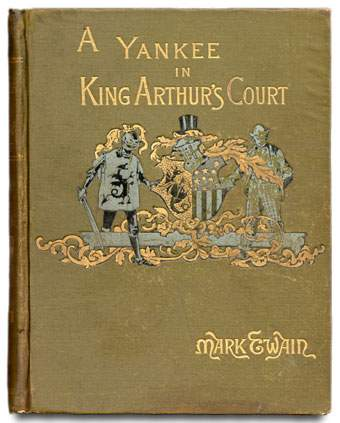
Марк Твен. «Янки при дворе короля Артура» (1889)

- 1590: Эдмунд Спенсер — поэма «Королева фей».
- 1859: Альфред Теннисон — цикл поэм «Королевские идиллии».
- 1859: Уильям Моррис — поэма «Защита Гиневры».
- 1889: Марк Твен — роман «Янки из Коннектикута при дворе короля Артура».
- 1958: Теренс Хэнбери Уайт — цикл романов в жанре фэнтези «Король былого и грядущего».
- 1979: Мэри Стюарт — цикл исторических романов в жанре фэнтези «Жизнь Мерлина».
- 1983: Мэрион Зиммер Брэдли — цикл романов в жанре фэнтези «Туманы Авалона».
- 1989: Стивен Лохед — цикл исторических романов в жанре фэнтези «Пендрагон»
- 1997: Бернард Корнуэлл — цикл исторических романов «Хроники Артура».
- Акройд П. Король Артур и рыцари Круглого стола / Пересказ Питера Акройда (русское издание: Пер. с англ. Л. Сумм. — М.: Альпина нон-фикшн, 2013. — 418 с. — 5000 экз. — ISBN 978-5-91671-220-9)
- Унсет С. Легенды о короле Артуре и рыцарях Круглого стола (русское издание: Пер. с норв. С. Карпушиной. — М.: Текст, 2013. — 288 с. — 3000 экз. — ISBN 978-5-7516-1086-9)

## Музыка
Оперы и мюзиклы:
- 1691. Генри Пёрселл — опера «King Arthur», либретто Джона Драйдена.
- 1865. Рихард Вагнер — опера «Тристан и Изольда».
- 1882. Рихард Вагнер — опера «Парсифаль».
- 1886. Hubert Parry — опера «Guinevere».
- 1895. Артур Салливан — музыка к пьесе «Король Артур» Д. Коминса Карра.
- 1903. Ernest Chausson — опера «Le Roi Arthus».
- 1909. Rutland Boughton — опера «The Birth of Arthur», либретто Reginald Buckley.
- 1960. «Camelot» — бродвейский мюзикл (Moss Hart / Alan Jay Lerner / Frederick Loewe), в главных ролях Ричард Бартон и Джулия Эндрюс.
- 2005. «Spamalot» — бродвейский мюзикл на основе фильма «Монти Пайтон и Святой Грааль».
- 2014. Artus-Excalibur (Меч короля Артура) — мюзикл основан на легендах британского монарха V—VI веков, короля Артура и его легендарного меча Экскалибура. Музыка Фрэнка Уайлдхорна, слова Робина Лернера и книга Ивана Менчелла, аранжировки и оркестровки Коэн Шутс. Мировая премьера состоялась в театре Санкт-Галлен[12]
- 2015. Легенда короля Артура (La Légende du roi Arthur) — французский мюзикл по сюжету Жюль Дава Аттиа[13].

Музыкальные пьесы:
- 1923. Laurence Binyon — пьеса «King Arthur» с музыкой Эдуарда Элгара.
- 1937. D. G. Bridson — пьеса «King Arthur» с музыкой Бенджамина Бриттена.

Альбомы
- 1975. Рик Уэйкман — симфо-рок сиюта «The Myths and Legends of King Arthur and the Knights of the Round Table»
- 1999: альбом Excalibur немецкой хэви-метал группы Grave Digger.
- 2000: альбом The Trial of Lancelot канадской певицы Хизер Дэйл.
- 2003: альбом May Queen канадской певицы Хизер Дэйл.
- 2014: альбом High noon over Camelot британской группы The Mechanisms

Песни
- 1995: «A Past and Future Secret» и «Mordred’s Song» с альбома Imaginations from the Other Side группы Blind Guardian.
- 1999: «Shadow of Uther» с альбома The Fourth Legacy группы Kamelot.
- 2006. «Кровь Королей» с альбома «Армагеддон» российской группы Ария на слова Маргариты Пушкиной.
- 1993: «Димилиок и Тинтагел», Людмилы Смеркович.

## Кинематограф
- 1953. «Рыцари Круглого стола» (Knights of the Round Table) — с Мелом Феррером, и Авой Гарднер в главных ролях.
- 1963. «Меч в Камне» (The Sword in the Stone) — мультфильм производства Уолт Дисней на основе книги Теренса Уайта.
- 1967. «Камелот» (Camelot) — экранизация бродвейского мюзикла. В роли Артура — Ричард Харрис, Джиневра — Ванесса Редгрейв, Ланцелот — Франко Неро.
- 1981. «Экскалибур» (Excalibur) — фильм режиссёра Джона Бурмена, считающийся наиболее точной и детальной экранизацией истории Артура[источник не указан 1682 дня].
- 1988. «Новые приключения янки при дворе короля Артура», в роли Артура — Альберт Филозов.
- 1995. «Первый Рыцарь» (First Knight) — с Шоном Коннери в роли Артура и Ричардом Гиром в роли Ланселота.
- 1998. «Мерлин» (Merlin) — телефильм, посвященный жизни Мерлина, в гл. роли Сэм Нил.
- 1998. «Рыцарь Камелота» (A Knight in Camelot) — кинофильм 1998 года, снятый компанией Уолта Диснея по мотивам романа Марка Твена «Янки из Коннектикута при дворе короля Артура». Современная ученая попадает во времена короля Артура. В роли ученой — Вупи Голдберг.
- 1998. «Волшебный меч: В поисках Камелота» (Quest for Camelot) — американский анимационный фильм в жанре фэнтези, выпущенный кинокомпанией Warner Bros. Animation, в 1998 году. Сюжет основан на романе «The King’s Damosel» Веры Чэпман.
- 2001. «Туманы Авалона» (The Mists of Avalon) — телефильм по книге Мэрион Зиммер Брэдли.
- 2004. «Король Артур» (King Arthur / Knights of the Roundtable) — первая попытка в кинематографе показать совпадения легенды об Артуре с биографией Луция Артория Каста, в роли Артура — Клайв Оуэн (Clive Owen), в роли Джиневры — Кира Найтли (Keira Knightley), история измены Гвиневры игнорируется.
- 2004. «Шрек Третий» (англ. Shrek the Third) — компьютерный полнометражный анимационный фильм киностудии DreamWorks Animation. Неоднократно встречаются прямые отсылки к легенде о короле Артуре: имя наследника, за которым отправляется огр, волшебник Мерлин и прочее.
- 2007. «Последний Легион» (The Last Legion) — фильм повествует о юном отце Артура Пендрагоне и начале падения Римской империи.
- 2007. «Артур и минипуты» (Arthur et les Minimoys) — детский фильм Люка Бессона с элементами компьютерной анимации. Неоднократно встречаются прямые отсылки к легенде о короле Артуре, начиная с имени главного героя и меча в камне.
- 2008. «Мерлин» (Merlin) — британский фэнтезийный телесериал, вышедший в 2008 году. Основан на легендах о Короле Артуре, хотя и отличается от более традиционных версий мифа. Повествует о мистическом волшебнике Мерлине и его взаимоотношениях с Принцем Артуром (до того, как он стал королём).
- 2010. «Школа Авалон»
- 2011. «Камелот (телесериал)»
- 2017. «Меч короля Артура»
- 2020. «Проклятая» (Cursed) — американский драматический веб-сериал по мотивам иллюстрированного одноимённого романа Фрэнка Миллера и Тома Уилера.
- 2021. «Легенда о Зелёном рыцаре»

## Игры
Tales of Zestiria игра, основанная на легенде о короле Артуре.
Tales of Berseria игра, основанная на легенде о короле Артуре.
King Arthur: The Role-playing Wargame